# Saltford
Saltford es una localidad situada en la autoridad unitaria de Bath y noreste de Somerset, en el condado de Somerset, en Inglaterra (Reino Unido), con una población en 2016 de 4269 habitantes.
Se encuentra ubicada al noreste del condado, a poca distancia al sur de la ciudad de Bristol y del canal de Bristol.